# Reis de Leinster

Leinster cap al 900

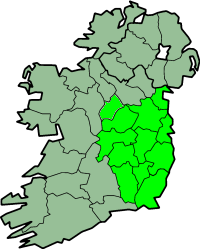
Província de Leinster

La següent és una llista provisional del reis de Leinster que van governar el regne irlandès de Leinster fins a 1632 amb la mort de Domhnall Spainnach MacMurrough-Kavanagh, l'últim cap legítimament reconegut del llinatge reial MacMurrough Kavanagh. L'actual província de Leinster és considerablement més gran que l'antic regne.

## Primers reis medievals
- Bressal Bélach (mort el 436)
- Énnae Cennsalach
- Mac Cairthinn mac Coelboth, mort el 446.
- Crimthann mac Énnai, mort el 483.
- Fincath mac Garrchu, mort el 485.
- Fráech mac Finchada, mort el 495.
- Illan mac Dúnlainge, mort el 527.
- Cormac mac Ailillo, mort el 535
- Coirpre mac Cormac, mort el 546
- Colmán Már mac Coirpre mort el 576
- Áed Dub mac Colmáin, abdicà el 592, mort el 639
- Áed Dibchine mac Senaig, mort el 595
- Brandub mac Echach, m. 605.
- Rónán mac Colmáin, m. 624.
- Crimthann mac Áedo Dibchine, m. 633.
- Fáelán mac Colmáin
- Crundmáel Erbuilc mac Rónáin, m.656.
- Fáelán mac Colmáin, m. 666.
- Fiannamail mac Máele Tuile, m. 680.
- Bran Mut mac Conaill, m. 693.
- Cellach Cualann mac Gerthide, m. 715.
- Murchad mac Brain Mut, m.727.
- Dúnchad mac Murchado, m. 728.
- Fáelán mac Murchado, m. 738.
- Bran Becc mac Murchado, m. 738
- Áed mac Colggen, m. 738.
- Muiredach mac Murchado, m. 760.
- Cellach mac Dúnchada, m. 776.
- Ruaidrí mac Fáeláin, m. 785.
- Bran Ardchenn mac Muiredaig, m. 795.
- Fínsnechta Cethardec mac Cellaig, m. 808.
- Muiredach mac Brain, m.818.
- Muiredach mac Ruadrach, m.829
- Cellach mac Brain, m. 834.
- Bran mac Fáeláin, m. 838.
- Lorcán mac Cellaig, fl. 848.
- Túathal mac Máele-Brigte, m. 854.
- Ruarc mac Bran, m. 862.
- Muirecán mac Diarmata mac Ruadrach, m. 863.
- Dúnlaing mac Muiredaig mac Brain, m. 869.
- Ailill mac Dúnlainge, m. 871.
- Domnall mac Muirecáin, m. 884.
- Muiredach mac Brain, m. 885.

## Grans reis medievals
- Cerball mac Muirecáin, m. 909.
- Augaire mac Aililla, m. 917.
- Faelan mac Muiredach, m. 942.
- Lorcán mac Fáelán, m. 943.
- Bróen mac Máelmórda, m. 947.
- Túathal mac Úgaire, m. 958.
- Cellach mac Faelan, m. 966.
- Murchad mac Finn, m. 972.
- Úgaire mac Túathail, m. 978.
- Domnall Claen mac Lorcáin, m. 984.
- Donnchad mac Domnall Claen, deposat en 1003.
- Máelmórda mac Murchada, m. 1014.
- Dúnlaing mac Tuathal, m. 1014.
- Donncuan mac Dúnlainge, m. 1016.
- Bran mac Máelmórda, deposed, 1018.
- Augaire mac Dúnlainge, m. 1024.
- Donnchad mac Dúnlainge, dep. 1033.
- Donnchad mac Gilla Pátraic, m. 1039.
- Murchad mac Dúnlainge, m. 1042.
- Diarmait mac Maíl na mBó, 1042–1072 ancestre Uí Cheinnselaigh dels MacMurrough
- Murchad mac Diarmata, 1052–1070 – progenitor de la dinastia MacMurrough
- Dommall mac Murchada, 1072–1075
- Donnchad mac Domnaill Remair, 1075–1089
- Énna mac Diarmata, 1089–1092
- Diarmait mac Énna, 1092–1098
- Donnchadh mac Murchada, 1098–1115*
- Diarmait mac Enna mac Murchada, 1115–1117.
- Enna mac Donnchada mac Murchada, 1117–1126.
- Diarmait Mac Murchada, 1126–1166/1169-71
- Domhnall Caomhánach mac Murchada, 1171–1175 – primer MacMurrough-Kavanagh
- Muirchertach mac Domhnall mac Domhnall MacMurrough-Kavanagh, ?-1282.

## Darrers reis medievals
- Muiris mac Muirchertach MacMurrough-Kavanagh, 1282–c.1314.
- Domhnall, c.1314–1317.
- MacMurrough, 1317–c.1323.
- Domhnall mac Art MacMurrough-Kavanagh, c.1323–c.1338.
- Domhnall mac Domhnall MacMurrough-Kavanagh, c.1338–1347.
- Muircheartach mac Muiris MacMurrough-Kavanagh, 1347–1354.
- Art mac Muircheartach MacMurrough-Kavanagh, 1354–1362.
- Diarmait mac Domhnall MacMurrough-Kavanagh, 1362–1369.
- Donnchadh mac Muircheartach MacMurrough-Kavanagh, 1369–1375.
- Art mac Art MacMurrough-Kavanagh, 1375–1417
- Donnchadh mac Art MacMurrough-Kavanagh, 1417–1478.
- Domhnall mac Gerald MacMurrough-Kavanagh (a.k.a. Donal Reagh), 1476.
- Muircheartach mac Donnchadh MacMurrough-Kavanagh, 1478–1512.
- Art Buidhe mac Domhnall MacMurrough-Kavanagh, 1512–1517.
- Gerald mac Domhnall MacMurrough-Kavanagh, 1517–1523.
- Muiris mac Domhnall MacMurrough-Kavanagh, 1523–1531.
- Muircheartach mac Art Buidhe MacMurrough-Kavanagh, 1531–1547.
- Murchadh mac Muriris Mac Murrough Caomhanach, ?-1557.
- Criomthann mac Murchadha Mac Murrough Caomhanach, 1557–1582
- Domhnall Spainneach Mac Murrough Caomhanach, c.1595–1632. (darrer rei governant de Leinster)

## Cap actual
L'actual príncep de Leinster i dels Ui Cheinnselaig, i cap del Nom dels MacMorrough Kavanagh, és William Butler MacMorrough Kavanagh, nascut el 1944.